# Haematopota teixeirai
Haematopota teixeirai är en tvåvingeart som beskrevs av Travassos Dias 1974. Haematopota teixeirai ingår i släktet Haematopota och familjen bromsar.
Artens utbredningsområde är Angola. Inga underarter finns listade i Catalogue of Life.